# Lesní vzduch
Lesní vzduch (v německém překladu Waldesluft) je komická opera českého skladatele Josefa Nešvery na vlastní libreto, v původním znění o jednom dějství, v definitivním znění o třech dějstvích. Byla napsána roku 1896 a poprvé byla provedena 23. ledna 1897 v Národním divadle v Brně.

## Vznik a historie
Jednoaktovou komickou operu napsal olomoucký dómský kapelník Josef Nešvera v roce 1896; vedle komické operety Bratránek měl za sebou již tříaktovou operu Perdita, která však byla uvedena v pražském Národním divadle až po Lesním vzduchu. Nešverovo vlastní libreto připomíná blízce vzor tohoto typu oper, Smetanovu Prodanou nevěstu, i když s některými moderními prvky (motiv letního bytu na venkově, advokát místo dohazovače), a stejně tak i hudební zpracování se již od předehry nese silně ve Smetanově vzoru, jak si všimla i dobová kritika.
Premiéra v brněnském Národním divadle měla velký úspěch u obecenstva i kritiky; Lidové noviny psaly, že „číslo za číslem jest samo o sobě i pro celek opravdovým klenotem“. Ještě téhož roku ji v úpravě a překladu Claudia Běhala a Roberta Gattingera (Waldesluft) uvedlo německé městské divadlo v Olomouci (premiéra 2. dubna 1897). Opera se zde v Gattingerově režii hrála dvakrát a místní kritika ji přijala o poznání chladněji. 5. listopadu 1897 ji navíc poprvé uvedla i opera v Záhřebě v Devićově překladu jako Prevarem snubok. Běhal a S. Pohl operu upravili a rozšířili na tři dějství. V Brně byl Lesní vzduch znovu inscenován roku 1901, v Záhřebu roku 1907, v německém znění se hrál i v Curychu (1899), Pešti (1899) a ve Vídni (1919). Byla dosažitelná i pro ochotnické soubory: již roku 1899 chystal nakonec neuskutečněné představení olomoucký spolek Žerotín, roku 1902 ji nastudovali amatéři v Kroměříži atd. Samostatně se hrála i předehra, kterou převzala do svého repertoáru Česká filharmonie (poprvé 19. ledna 1901) a dirigent H. J. Wood ji uvedl i v Londýně (3. října 1903).
Lesní vzduch zůstal nejúspěšnější Nešverovou hudebně dramatickou prací.

## Osoby a první obsazení
| osoba                                 | hlasový obor | premiéra (23.1.1897) |
| ------------------------------------- | ------------ | -------------------- |
| Krtek, lichvář z města                | bas          | Vodička              |
| Kos, vesnický zpěvák a hudebník       | baryton      | Burián               |
| Záruba, starosta                      | bas          | Kunz                 |
| Andulka, jeho schovanka               | soprán       | Kunzová              |
| Václav, chudý čeledín                 | tenor        | Bohuslav             |
| Nanka (Anna Zárubová), obecní poslice | alt          | Maxantová            |
| Doktor Chytrý, advokát                | …            | Vašíček              |
| Vesnický lid                          |              |                      |
| Dirigent: Tomáš, režisér: Kunz        |              |                      |

## Děj opery
Starý, bohatý lichvář Krtek uchýlil se, by užil „čerstvý lesní vzduch“, z města do blízké, pohorské vesničky; zamiluje se tu v krátké době do děvčete venkovského, krásné Andulky, kterou za svou schovanku přijal bezdětný vdovec a bohatý starosta obce Záruba. Andulka srdce své však již zadala chudému čeledínovi Václavovi. Otec tohoto měl sice pěkný statek, ale Krtek před lety, odpřisáhnuv křivě neoprávněný požadavek v obnosu 5000 zlatých, statek ten mu dražbou prodal. Krtek zvěděl sice od Kosa, vesnického zpěváka a hudebníka, že Václav Andulku miluje, ale Krtek, osvěžen „lesním vzduchem“, věří pevně, že nad chudým Václavem zvítězí. Aby spíše dosáhl svého cíle a mohl slaviti co nejdříve zasnoubení s Andulkou, obrací se o prostřednictví k advokátovi, doktoru Chytrému, který, uchýliv se na léto do zátiší venkovského života, bydlí u Záruby. Doktor Chytrý diví se, když setká se náhodou, zdržen byv poslicí Annou Zárubovou, s Krtkem, a tento prosbu svou přednáší. Doktor Chytrý zastupoval totiž otce Václavova ve sporu s Krtkem, a prohrál tento následkem falešné přísahy Krtkovy. Doktor zanevřel naň proto, a nechce s ním vůbec nic míti, když však Krtek stále naň dotírá a vysvětluje mu, co vlastně chce, pojme úmysl pomstíti se trochu tomuto starému lakomci. Krtek totiž, jak doktor vyzví od něho, považuje Andulku, kterou tak zbožňuje, za dceru Zárubovu. V obci žije však Anna Zárubova, starší žena, která obstarává spojení s městem, přinášejíc odtamtud dopisy apod., s kterou se právě před chvílí doktor i Krtek byli sešli. Krtek zaslepen láskou k Anince, dělá jí pod okny s Kosem i zastaveníčko – slibuje doktorovi hory doly, jen aby už cíle svého dosáhl! Doktor, v jehož hlavě zatím uzrál celý plán proti Krtkovi, svolí konečně a zpraví o tom Zárubu. Krek jde vskutku na lep, podepíše úmluvu, v níž se zavazuje, že zaplatí velkou poutu, kdyby nevěstu svou opustil. Lid, k tomu všemu se naskytnuvší, – je právě den před svatou Annou a venkovští hoši s hudbou v čele dělají všem Aninkám zastaveníčko – reptá na Zárubu, že něco podobného dopustil. Krtek nemůže se dočkati, až bude moci obejmout svou nevěstu. Ale běda! V jeho objetí letí Anna Zárubova, obecní poslice, slavnostně ustrojená. Krtek myslí, že je to omyl, avšak kolemstojící přisvědčují, že to je „Anna Zárubova“, kterou pojmouti za manželku smlouvou Krtek se zavázal: Krtek chce dceru Záruby, starosty obce, ten však praví: „Nemám dcery, pane! Andulka – má jest schovanka“. Krtek si zoufá: vyhrožuje, prosí, naříká – ale nic platno! Bojí se procesu a zaplatí po dlouhém, smlouvání pokutu 7000 zlatých. Doktor chce dáti peníze ty Václavovi, ale Záruba to nedopustí. „Vždyť mnohá kletba na penězích těch lpí. Postavme raději chudobinec za ně, a ty, Václave, vezmi si Andulku i bez těch peněz!“ radostně objímá Václav svou Aninku; Krtek ovšem za výsměchu vesnického lidu opouští rychle „lesní vzduch“.